# 2023–2024-es Formula–E világbajnokság
A 2023–2024-es Formula–E világbajnokság az elektromos formulaautós szériának tizedik szezonja volt, egyben a negyedik világbajnokságként. Az egyéni bajnokságban Jake Dennis, míg a csapatok között a Envision Racing érkezik címvédőként.
A szezon negyedik versenye, a São Pauló nagydíj előtt jelentették be a gyártók bajnokságát, amelybe az eddig elért eredményeket is beleszámítják.
Az egyéni világbajnoki címet a német Pascal Wehrlein szerezte meg, a konstruktőri címet a Jaguar TCS Racing csapata, míg a gyártó címet a Jaguar hódította el.

## Tesztek

### A szezon előtt
A szezon előtti kollektív teszteket október 23. és október 27. között tartották meg a spanyolországi Circuit Ricardo Tormo pályán.
| Dátum       | Helyszín                | Pálya                 | Pályarajz    | Leggyorsabb       | Leggyorsabb       | Leggyorsabb |
| Dátum       | Helyszín                | Pálya                 | Pályarajz    | versenyző         | csapat            | idő         |
| ----------- | ----------------------- | --------------------- | ------------ | ----------------- | ----------------- | ----------- |
| október 24. | Valencia, Spanyolország | Circuit Ricardo Tormo |              | Mitch Evans       | Jaguar TCS Racing | 1:24,474    |
| október 26. | Valencia, Spanyolország | Circuit Ricardo Tormo | Mitch Evans  | Jaguar TCS Racing | 1:24,701          |             |
| október 27. | Valencia, Spanyolország | Circuit Ricardo Tormo | Nick Cassidy | Jaguar TCS Racing | 1:24,617          |             |

### Újonc tesztek
Az első újonc tesztet április 12-én tartották meg az olaszországi Misano Word Circuit Marco Simoncelli pályán.
| Dátum       | Helyszín                      | Pálya                                | Pályarajz | Leggyorsabb    | Leggyorsabb                 | Leggyorsabb |
| Dátum       | Helyszín                      | Pálya                                | Pályarajz | versenyző      | csapat                      | idő         |
| ----------- | ----------------------------- | ------------------------------------ | --------- | -------------- | --------------------------- | ----------- |
| április 12. | Misano Adriatico, Olaszország | Misano Word Circuit Marco Simoncelli |           | Taylor Barnard | NEOM McLaren Formula E Team | 1:18,762    |

| Részletes teszteredmények | Részletes teszteredmények | Részletes teszteredmények | Részletes teszteredmények | Részletes teszteredmények | Részletes teszteredmények | Részletes teszteredmények |
| Hely.                     | #                         | Versenyző                 | Csapat                    | Idő                       | Kül.                      | Kör                       |
| ------------------------- | ------------------------- | ------------------------- | ------------------------- | ------------------------- | ------------------------- | ------------------------- |
| 1.                        | 5                         | Taylor Barnard            | McLaren–Nissan            | 1:18,762                  |                           | 18                        |
| 2.                        | 25                        | Robert Svarcman           | DS Penske                 | 1:18,916                  | +0,154                    | 17                        |
| 3.                        | 1                         | Zane Maloney              | Andretti–Porsche          | 1:19,346                  | +0,584                    | 16                        |
| 4.                        | 11                        | Tim Tramnitz              | ABT–Mahindra              | 1:19,759                  | +0,997                    | 17                        |
| 5.                        | 13                        | Matt Campbell             | Porsche                   | 1:20,265                  | +1,503                    | 15                        |
| 6.                        | 3                         | Mikel Azcona              | ERT                       | 1:20,296                  | +1,534                    | 18                        |
| 7.                        | 48                        | Jordan King               | Mahindra                  | 1:20,401                  | +1,639                    | 11                        |
| 8.                        | 4                         | Paul Aron                 | Envision–Jaguar           | 1:20,883                  | +2,121                    | 15                        |
| 9.                        | 18                        | Yann Ehrlacher            | Maserati                  | 1:20,902                  | +2,140                    | 15                        |
| 10.                       | 22                        | Caio Collet               | Nissan                    | 1:21,107                  | +2,345                    | 17                        |
| 11.                       | 37                        | Sheldon van der Linde     | Jaguar                    | 1:21,791                  | +3,029                    | 11                        |

## Csapatok és versenyzők
| Csapat                           | Gyártó                | Rajtszám | Versenyzők             | Forduló    |
| -------------------------------- | --------------------- | -------- | ---------------------- | ---------- |
| Andretti Formula E               | Porsche 99X Electric  | 1        | Jake Dennis            | Összes     |
| Andretti Formula E               | Porsche 99X Electric  | 17       | Norman Nato            | Összes     |
| DS Penske                        | DS E-Tense FE23       | 2        | Stoffel Vandoorne      | Összes     |
| DS Penske                        | DS E-Tense FE23       | 25       | Jean-Éric Vergne       | Összes     |
| ERT Formula E Team               | ERT X24               | 3        | Sérgio Sette Câmara    | Összes     |
| ERT Formula E Team               | ERT X24               | 33       | Dan Ticktum            | Összes     |
| Envision Racing                  | Jaguar I-Type 6       | 4        | Robin Frijns           | 1–8, 11–16 |
| Envision Racing                  | Jaguar I-Type 6       | 4        | Joel Eriksson          | 9–10       |
| Envision Racing                  | Jaguar I-Type 6       | 16       | Sébastien Buemi        | 1–8, 11–16 |
| Envision Racing                  | Jaguar I-Type 6       | 16       | Paul Aron              | 9–10       |
| NEOM McLaren Formula E Team      | Nissan e-4ORCE 04     | 5        | Jake Hughes            | Összes     |
| NEOM McLaren Formula E Team      | Nissan e-4ORCE 04     | 8        | Sam Bird               | 1–8, 11–16 |
| NEOM McLaren Formula E Team      | Nissan e-4ORCE 04     | 8        | Taylor Barnard         | 8–10       |
| Maserati MSG Racing              | Maserati Tipo Folgore | 7        | Maximilian Günther     | Összes     |
| Maserati MSG Racing              | Maserati Tipo Folgore | 18       | Jehan Daruvala         | Összes     |
| Jaguar TCS Racing                | Jaguar I-Type 6       | 9        | Mitch Evans            | Összes     |
| Jaguar TCS Racing                | Jaguar I-Type 6       | 37       | Nick Cassidy           | Összes     |
| ABT CUPRA Formula E Team         | Mahindra M9Electro    | 11       | Lucas di Grassi        | Összes     |
| ABT CUPRA Formula E Team         | Mahindra M9Electro    | 51       | Nico Müller            | 1–8, 11–16 |
| ABT CUPRA Formula E Team         | Mahindra M9Electro    | 51       | Kelvin van der Linde   | 9–10       |
| TAG Heuer Porsche Formula E Team | Porsche 99X Electric  | 13       | António Félix da Costa | Összes     |
| TAG Heuer Porsche Formula E Team | Porsche 99X Electric  | 94       | Pascal Wehrlein        | Összes     |
| Mahindra Racing                  | Mahindra M9Electro    | 21       | Nyck de Vries          | 1–8, 11–16 |
| Mahindra Racing                  | Mahindra M9Electro    | 21       | Jordan King            | 9–10       |
| Mahindra Racing                  | Mahindra M9Electro    | 48       | Edoardo Mortara        | Összes     |
| Nissan Formula E Team            | Nissan e-4ORCE 04     | 22       | Oliver Rowland         | Összes     |
| Nissan Formula E Team            | Nissan e-4ORCE 04     | 22       | Caio Collet            | 13–14      |
| Nissan Formula E Team            | Nissan e-4ORCE 04     | 23       | Sacha Fenestraz        | Összes     |

1. ↑  Sam Bird benevezett a Monacói hétvégére, de a szabadedzéseken szerzett kézsérülése miatt visszalépett.
2. ↑  Oliver Rowland benevezett a portlandi versenyre, de visszalépett, mert az esemény előtt megbetegedett.

## Átigazolások

### Csapatváltások
- Robin Frijns; ABT CUPRA Formula E Team versenyző → Envision Racing versenyző [22]
- Sam Bird; Jaguar TCS Racing versenyző → NEOM McLaren Formula E Team versenyző[27]
- Oliver Rowland; Mahindra Racing versenyző → Nissan Formula E Team versenyző[45]
- Norman Nato; Nissan Formula E Team versenyző → Andretti Global versenyző[14]
- Nick Cassidy; Envision Racing versenyző → Jaguar TCS Racing versenyző[33]
- Edoardo Mortara; Maserati MSG Racing versenyző → Mahindra Racing versenyző[42]
- Lucas di Grassi; Mahindra Racing versenyző → ABT CUPRA Formula E Team versenyző[35]

### Újonc versenyzők
- Jehan Daruvala; Formula–2, MP Motorsport → Maserati MSG Racing versenyző[30]

### Visszatérő versenyzők
- Nyck de Vries; Formula–1, AlphaTauri versenyző → Mahindra Racing versenyző[42]

### Távozó versenyzők
- André Lotterer; Avalanche Andretti Formula E versenyző → WEC, Porsche Penske Motorsport versenyző[47][48]
- René Rast; NEOM McLaren Formula E Team versenyző →  WEC, BMW M Team WRT  versenyző[26][48]
- Roberto Merhi; Mahindra Racing versenyző →  Super GT, Team LeMans versenyző[49]

### Csapatváltozások
- A NIO 333 Racing ERT Formula E Team néven indul az idei szezonban.[18]

### Év közbeni versenyzőcserék
- Sam Bird kéztörés miatt visszalépett a Monte-Carlo nagydíjtól. Helyette  Taylor Barnard versenyzett.[28] Németországban sem indult el.[50][51]
- Robin Frijns kihagyta a berlini duplahétvégét, miután a WEC-ben a Spái 6 órás autóversenyen indult, helyette  Joel Eriksson indult.[23]
- Nico Müller kihagyta a berlini duplahétvégét, miután a WEC-ben a Spái 6 órás autóversenyen indult, helyette  Kelvin van der Linde indult.[45]
- Sébastien Buemi kihagyta a berlini duplahétvégét, miután a WEC-ben a Spái 6 órás autóversenyen indult, helyette  Paul Aron indult.[23]
- Nyck de Vries kihagyta a berlini duplahétvégét, miután a WEC-ben a Spái 6 órás autóversenyen indult, helyette  Jordan King indult.[43]
- Oliver Rowland a Portland nagydíjat betegség miatt kihagyta, helyette a csapat tartalékpilótája  Caio Collet versenyzett.[52]

## Versenynaptár
| Forduló           | ePrix             | Ország                    | Pálya                                | Dátum             |
| ----------------- | ----------------- | ------------------------- | ------------------------------------ | ----------------- |
| 1                 | Mexikóváros ePrix | Mexikó                    | Autódromo Hermanos Rodríguez         | 2024. január 13.  |
| 2                 | Rijád ePrix       | Szaúd-Arábia              | Riyadh Street Circuit                | 2024. január 26.  |
| 3                 | Rijád ePrix       | Szaúd-Arábia              | Riyadh Street Circuit                | 2024. január 27.  |
| 4                 | São Paulo ePrix   | Brazília                  | São Paulo Street Circuit             | 2024. március 16. |
| 5                 | Tokió ePrix       | Japán                     | Tokyo Street Circuit                 | 2024. március 30. |
| 6                 | Misano ePrix      | Olaszország               | Misano Word Circuit Marco Simoncelli | 2024. április 13. |
| 7                 | Misano ePrix      | Olaszország               | Misano Word Circuit Marco Simoncelli | 2024. április 14. |
| 8                 | Monaco ePrix      | Monaco                    | Circuit de Monaco                    | 2024. április 27. |
| 9                 | Berlin ePrix      | Németország               | Tempelhof Airport Street Circuit     | 2024. május 11.   |
| 10                | Berlin ePrix      | Németország               | Tempelhof Airport Street Circuit     | 2024. május 12.   |
| 11                | Sanghaj ePrix     | Kína                      | Shanghai International Circuit       | 2024. május 25.   |
| 12                | Sanghaj ePrix     | Kína                      | Shanghai International Circuit       | 2024. május 26.   |
| 13                | Portland ePrix    | Amerikai Egyesült Államok | Portland International Raceway       | 2024. június 29.  |
| 14                | Portland ePrix    | Amerikai Egyesült Államok | Portland International Raceway       | 2024. június 30.  |
| 15                | London ePrix      | Egyesült Királyság        | ExCeL London                         | 2024. július 20.  |
| 16                | London ePrix      | Egyesült Királyság        | ExCeL London                         | 2024. július 21.  |
| Törölt versenyek: |                   |                           |                                      |                   |
| —                 | Haidarábád ePrix  | India                     | Hyderabad Street Circuit             | 2024. február 10. |
| —                 | Jakarta ePrix     | Indonézia                 | Jakarta International e-Prix Circuit | 2024. június 28.  |
| Forrás:           |                   |                           |                                      |                   |

## Eredmények

### Összefoglaló
| #  | Helyszín    | Pole-pozíció     | Leggyorsabb kör | Győztes                | Győztes                          | Győztes    | Összefoglaló | Listavezető     | Előny |
| #  | Helyszín    | Pole-pozíció     | Leggyorsabb kör | versenyző              | csapat                           | gyártó     | Összefoglaló | Listavezető     | Előny |
| -- | ----------- | ---------------- | --------------- | ---------------------- | -------------------------------- | ---------- | ------------ | --------------- | ----- |
| 1  | Mexikóváros | Pascal Wehrlein  | Nick Cassidy    | Pascal Wehrlein        | TAG Heuer Porsche Formula E Team | Porsche    | Összefoglaló | Pascal Wehrlein | 10    |
| 2  | Diría       | Jean-Éric Vergne | Jake Dennis     | Jake Dennis            | Andretti Formula E               | Porsche    | Összefoglaló | Pascal Wehrlein | 1     |
| 3  | Diría       | Oliver Rowland   | Jake Dennis     | Nick Cassidy           | Jaguar TCS Racing                | Jaguar     | Összefoglaló | Nick Cassidy    | 19    |
| 4  | São Paulo   | Pascal Wehrlein  | Nyck de Vries   | Sam Bird               | NEOM McLaren Formula E Team      | Nissan     | Összefoglaló | Nick Cassidy    | 4     |
| 5  | Tokió       | Oliver Rowland   | Sam Bird        | Maximilian Günther     | Maserati MSG Racing              | Stellantis | Összefoglaló | Pascal Wehrlein | 2     |
| 6  | Misano      | Mitch Evans      | Oliver Rowland  | Oliver Rowland         | Nissan Formula E Team            | Nissan     | Összefoglaló | Oliver Rowland  | 9     |
| 7  | Misano      | Jake Hughes      | Pascal Wehrlein | Pascal Wehrlein        | TAG Heuer Porsche Formula E Team | Porsche    | Összefoglaló | Pascal Wehrlein | 0     |
| 8  | Monaco      | Pascal Wehrlein  | Jehan Daruvala  | Mitch Evans            | Jaguar TCS Racing                | Jaguar     | Összefoglaló | Pascal Wehrlein | 7     |
| 9  | Berlin      | Edoardo Mortara  | Norman Nato     | Nick Cassidy           | Jaguar TCS Racing                | Jaguar     | Összefoglaló | Nick Cassidy    | 9     |
| 10 | Berlin      | Jake Dennis      | Norman Nato     | António Félix da Costa | TAG Heuer Porsche Formula E Team | Porsche    | Összefoglaló | Nick Cassidy    | 16    |
| 11 | Sanghaj     | Jean-Éric Vergne | Jake Dennis     | Mitch Evans            | Jaguar TCS Racing                | Jaguar     | Összefoglaló | Nick Cassidy    | 13    |
| 12 | Sanghaj     | Jake Hughes      | Norman Nato     | António Félix da Costa | TAG Heuer Porsche Formula E Team | Porsche    | Összefoglaló | Nick Cassidy    | 25    |
| 13 | Portland    | Mitch Evans      | Jake Hughes     | António Félix da Costa | TAG Heuer Porsche Formula E Team | Porsche    | Összefoglaló | Nick Cassidy    | 24    |
| 14 | Portland    | Jean-Éric Vergne | Robin Frijns    | António Félix da Costa | TAG Heuer Porsche Formula E Team | Porsche    | Összefoglaló | Nick Cassidy    | 12    |
| 15 | London      | Mitch Evans      | Mitch Evans     | Pascal Wehrlein        | TAG Heuer Porsche Formula E Team | Porsche    | Összefoglaló | Pascal Wehrlein | 3     |
| 16 | London      | Nick Cassidy     | Jake Hughes     | Oliver Rowland         | Nissan Formula E Team            | Nissan     | Összefoglaló | Pascal Wehrlein | 7     |

1. ↑  A leggyorsabb körért járó pontot Nick Cassidy kapta, mivel Jake Dennis a legjobb 10-en kívül zárt.
2. ↑  A leggyorsabb körért járó pontot Sébastien Buemi kapta, mivel Nyck de Vries a legjobb 10-en kívül zárt.
3. ↑  A leggyorsabb körért járó pontot Maximilian Günther kapta, mivel Sam Bird a legjobb 10-en kívül zárt.
4. ↑  A leggyorsabb körért járó pontot Nick Cassidy kapta, mivel Jehan Daruvala a legjobb 10-en kívül zárt.
5. ↑  A leggyorsabb körért járó pontot Nick Cassidy kapta, mivel Norman Nato a legjobb 10-en kívül zárt.
6. ↑  A leggyorsabb körért járó pontot Nick Cassidy kapta, mivel Norman Nato a legjobb 10-en kívül zárt.
7. ↑  A leggyorsabb körért járó pontot Mitch Evans kapta, mivel Jake Hughes a legjobb 10-en kívül zárt.
8. ↑  A leggyorsabb körért járó pontot Pascal Wehrlein kapta, mivel Jake Hughes a legjobb 10-en kívül zárt.

### Versenyzők
| Helyezés | 1. | 2. | 3. | 4. | 5. | 6. | 7. | 8. | 9. | 10. | Pole | LK |
| Pont     | 25 | 18 | 15 | 12 | 10 | 8  | 6  | 4  | 2  | 1   | 3    | 1  |

| Helyezés | Versenyző              | Rajt- szám | MEX | DIR | DIR | SAP | TOK | MIS | MIS | MON | BER | BER | SHA | SHA | POR | POR | LON | LON | Pont |
| -------- | ---------------------- | ---------- | --- | --- | --- | --- | --- | --- | --- | --- | --- | --- | --- | --- | --- | --- | --- | --- | ---- |
| 1.       | Pascal Wehrlein        | 94         | 1   | 8   | 7   | 4   | 5   | 16  | 1   | 5   | 5   | 4   | 2   | 20  | 10  | 4   | 1   | 2   | 198  |
| 2.       | Mitch Evans            | 9          | 5   | 5   | 10  | 2   | 15  | 5   | Ki  | 1   | 4   | 6   | 1   | 5   | 8   | 3   | 2   | 3   | 192  |
| 3.       | Nick Cassidy           | 37         | 3   | 3   | 1   | Ki  | 8   | Ki  | 3   | 2   | 1   | 2   | 3   | 4   | 19  | 13  | 7   | Ki  | 176  |
| 4.       | Oliver Rowland         | 22         | 11  | 13  | 3   | 3   | 2   | 1   | Ki  | 6   | 3   | 3   | 4   | 10  | Vi  | Vi  | 15  | 1   | 156  |
| 5.       | Jean-Éric Vergne       | 25         | 6   | 2   | 8   | 7   | 12  | 6   | 7   | 4   | 2   | 10  | 6   | 7   | 3   | 5   | 17  | 5   | 139  |
| 6.       | António Félix da Costa | 13         | Ki  | 16  | 14  | 6   | 4   | Kiz | 19  | 7   | 6   | 1   | 18  | 1   | 1   | 1   | Ki  | 13  | 134  |
| 7.       | Jake Dennis            | 1          | 9   | 1   | 12  | 5   | 3   | 2   | 2   | 20  | Ki  | 5   | 5   | 11  | 6   | 10  | 16  | Ki  | 122  |
| 8.       | Maximilian Günther     | 7          | 4   | 7   | 9   | 9   | 1   | 3   | 12  | 9   | Ki  | Ki  | 21  | 8   | Ki  | 8   | Ki  | Ki  | 73   |
| 9.       | Robin Frijns           | 4          | Ki  | 10  | 2   | 18  | 9   | 17  | Ki  | 17  |     |     | 12  | 9   | 2   | 2   | Ki  | 7   | 66   |
| 10.      | Stoffel Vandoorne      | 2          | 8   | 14  | 5   | 8   | 16  | 8   | Ki  | 3   | 7   | 20  | 9   | 6   | 9   | 11  | 9   | 8   | 61   |
| 11.      | Sébastien Buemi        | 16         | 2   | 12  | Vi  | 10  | 13  | 12  | Ki  | 15  |     |     | 8   | 12  | 20  | 9   | 3   | 4   | 53   |
| 12.      | Nico Müller            | 51         | 17  | 18  | 13  | Ki  | 7   | 11  | 4   | Ki  |     |     | 15  | 15  | 5   | 6   | 6   | 6   | 52   |
| 13.      | Sam Bird               | 8          | 14  | 4   | Ki  | 1   | Hn  | Ki  | 10  | Vi  |     |     | 17  | Ki  | 7   | Ki  | 8   | Ki  | 48   |
| 14.      | Jake Hughes            | 5          | 7   | 11  | 4   | Ki  | 14  | 13  | 8   | 16  | 15  | 12  | 16  | 2   | 21  | Ki  | Ki  | 10  | 47   |
| 15.      | Norman Nato            | 17         | 10  | 6   | 16  | 17  | 6   | 7   | 18  | 10  | 18  | 19  | 14  | 3   | 13  | 7   | 10  | 12  | 47   |
| 16.      | Edoardo Mortara        | 48         | 13  | 15  | 11  | 12  | Kiz | Ki  | 13  | Ki  | 8   | 16  | Ki  | 13  | 4   | Ki  | 5   | Ki  | 29   |
| 17.      | Sacha Fenestraz        | 23         | 12  | Ki  | 6   | 11  | 11  | 9   | 5   | 8   | 9   | Ki  | 11  | 14  | 15  | 18  | 14  | 15  | 26   |
| 18.      | Nyck de Vries          | 21         | 15  | 17  | 15  | 14  | Ki  | 14  | 15  | 12  |     |     | 7   | 16  | 12  | Ki  | 4   | 16  | 18   |
| 19.      | Dan Ticktum            | 33         | 18  | 21  | Ki  | 16  | 18  | 4   | 14  | 13  | 14  | 17  | 20  | 21  | 17  | 15  | 13  | 14  | 12   |
| 20.      | Sérgio Sette Câmara    | 3          | Ni  | 9   | 17  | Kiz | 10  | 15  | 6   | 19  | 16  | 13  | 13  | 18  | 14  | 14  | 12  | 11  | 11   |
| 21.      | Jehan Daruvala         | 18         | 16  | 20  | Ki  | 15  | 17  | Ki  | 9   | 18  | 17  | 7   | 19  | 17  | 16  | 12  | 18  | Ki  | 8    |
| 22.      | Taylor Barnard         | 8          |     |     |     |     |     |     |     | 14  | 10  | 8   |     |     |     |     |     |     | 5    |
| 23.      | Lucas di Grassi        | 11         | Ki  | 19  | 18  | 13  | Ki  | 10  | 12  | 11  | Ki  | 11  | 10  | 19  | 11  | 17  | 11  | 9   | 4    |
| 24.      | Joel Eriksson          | 4          |     |     |     |     |     |     |     |     | Ki  | 9   |     |     |     |     |     |     | 2    |
| 25.      | Kelvin van der Linde   | 51         |     |     |     |     |     |     |     |     | 11  | 15  |     |     |     |     |     |     | 0    |
| 26.      | Jordan King            | 21         |     |     |     |     |     |     |     |     | 12  | 18  |     |     |     |     |     |     | 0    |
| 27.      | Paul Aron              | 16         |     |     |     |     |     |     |     |     | 13  | 14  |     |     |     |     |     |     | 0    |
| 28       | Caio Collet            | 22         |     |     |     |     |     |     |     |     |     |     |     |     | 18  | 16  |     |     | 0    |
| Helyezés | Versenyző              | Rajt- szám | MEX | DIR | DIR | SAP | TOK | MIS | MIS | MON | BER | BER | SHA | SHA | POR | POR | LON | LON | Pont |

| Szín       | Eredmény                                          |
| ---------- | ------------------------------------------------- |
| Arany      | Győztes                                           |
| Ezüst      | 2. helyezett                                      |
| Bronz      | 3. helyezett                                      |
| Zöld       | Pontot szerzett                                   |
| Kék        | Pont nélkül vagy helyezetlenül ért célba (nc, hn) |
| Lila       | Nem ért célba (ret, ki)                           |
| Piros      | Nem kvalifikálta magát (dnq, nk)                  |
| Piros      | Nem előkvalifikálta magát (dnpq, nek)             |
| Fekete     | Diszkvalifikálták (dsq, kiz)                      |
| Szürke     | Eltiltott, más pilóta versenyzett helyette (et)   |
| Fehér      | Nem indult (dns, ni)                              |
| Világoskék | Pénteki tesztpilóta (td, tp)                      |
| Üres       | Visszalépett (vi)                                 |
| Üres       | Nem gyakorolt (dnp, ne)                           |
| Üres       | Beteg vagy sérült volt (inj, bet, sér, EÜ)        |
| Üres       | Kizárt (ex, kiz)                                  |
| Üres       | Nem érkezett meg (dna, nj)                        |
| Üres       | Törölt futam (T)                                  |

### Csapatok
| Helyezés | Csapat                           | Rajt- szám | MEX | DIR | DIR | SPL | TOK | MIS | MIS | MON | BER | BER | SHA | SHA | POR | POR | LON | LON | Pont |
| -------- | -------------------------------- | ---------- | --- | --- | --- | --- | --- | --- | --- | --- | --- | --- | --- | --- | --- | --- | --- | --- | ---- |
| 1.       | Jaguar TCS Racing                | 9          | 5   | 5   | 10  | 2   | 15  | 5   | Hn  | 1   | 4   | 6   | 1   | 5   | 8   | 3   | 2   | 3   | 368  |
| 1.       | Jaguar TCS Racing                | 37         | 3   | 3   | 1   | Ki  | 8   | Ki  | 3   | 2   | 1   | 2   | 3   | 4   | 19  | 13  | 7   | Ki  | 368  |
| 2.       | TAG Heuer Porsche Formula E Team | 13         | Ki  | 16  | 14  | 6   | 4   | Kiz | 19  | 7   | 6   | 1   | 18  | 1   | 1   | 1   | Ki  | 13  | 333  |
| 2.       | TAG Heuer Porsche Formula E Team | 94         | 1   | 8   | 7   | 4   | 5   | 16  | 1   | 5   | 5   | 4   | 2   | 20  | 10  | 4   | 1   | 2   | 333  |
| 3.       | DS Penske                        | 2          | 8   | 14  | 5   | 8   | 16  | 8   | Ki  | 3   | 7   | 20  | 9   | 6   | 9   | 11  | 9   | 8   | 200  |
| 3.       | DS Penske                        | 25         | 6   | 2   | 8   | 7   | 12  | 6   | 7   | 4   | 2   | 10  | 6   | 7   | 3   | 5   | 17  | 5   | 200  |
| 4.       | Nissan Formula E Team            | 22         | 11  | 13  | 3   | 3   | 2   | 1   | Ki  | 6   | 3   | 3   | 4   | 10  | 18  | 16  | 15  | 1   | 182  |
| 4.       | Nissan Formula E Team            | 23         | 12  | Ki  | 6   | 11  | 11  | 9   | 5   | 8   | 9   | Ki  | 11  | 14  | 15  | 18  | 14  | 15  | 182  |
| 5.       | Andretti Formula E               | 1          | 9   | 1   | 12  | 5   | 3   | 2   | 2   | 20  | Ki  | 5   | 5   | 11  | 6   | 10  | 16  | Ki  | 169  |
| 5.       | Andretti Formula E               | 17         | 10  | 6   | 16  | 17  | 6   | 7   | 18  | 10  | 18  | 19  | 14  | 3   | 13  | 7   | 10  | 12  | 169  |
| 6.       | Envision Racing                  | 4          | Ki  | 10  | 2   | 18  | 9   | 17  | Ki  | 17  | Ki  | 9   | 12  | 9   | 2   | 2   | Ki  | 7   | 121  |
| 6.       | Envision Racing                  | 16         | 2   | 12  | Vi  | 10  | 13  | 12  | Ki  | 15  | 13  | 14  | 8   | 12  | 20  | 9   | 3   | 4   | 121  |
| 7.       | NEOM McLaren Formula E Team      | 5          | 7   | 11  | 4   | Ki  | 14  | 13  | 8   | 16  | 15  | 12  | 16  | 2   | 21  | Ki  | Ki  | 10  | 100  |
| 7.       | NEOM McLaren Formula E Team      | 8          | 14  | 4   | Ki  | 1   | Hn  | Ki  | 10  | 14  | 10  | 8   | 17  | Ki  | 7   | Ki  | 8   | Ki  | 100  |
| 8.       | Maserati MSG Racing              | 7          | 4   | 7   | 9   | 9   | 1   | 3   | 12  | 9   | Ki  | Ki  | 21  | 8   | Ki  | 8   | Ki  | Ki  | 81   |
| 8.       | Maserati MSG Racing              | 18         | 16  | 20  | Ki  | 15  | 17  | Ki  | 9   | 18  | 17  | 7   | 19  | 17  | 16  | 12  | 18  | Ki  | 81   |
| 9.       | ABT CUPRA Formula E Team         | 11         | Ki  | 19  | 18  | 13  | Ki  | 10  | 12  | 11  | Ki  | 11  | 10  | 19  | 11  | 17  | 11  | 9   | 56   |
| 9.       | ABT CUPRA Formula E Team         | 51         | 17  | 18  | 13  | Ki  | 7   | 11  | 4   | Ki  | 11  | 15  | 15  | 15  | 5   | 6   | 6   | 6   | 56   |
| 10.      | Mahindra Racing                  | 21         | 15  | 17  | 15  | 14  | Ki  | 14  | 15  | 12  | 12  | 18  | 7   | 16  | 12  | Ki  | 4   | 16  | 47   |
| 10.      | Mahindra Racing                  | 48         | 13  | 15  | 11  | 12  | Kiz | Ki  | 13  | Ki  | 8   | 16  | Ki  | 13  | 4   | Ki  | 5   | Ki  | 47   |
| 11.      | ERT Formula E Team               | 3          | Ni  | 9   | 17  | Kiz | 10  | 15  | 6   | 19  | 16  | 13  | 13  | 18  | 14  | 14  | 12  | 11  | 23   |
| 11.      | ERT Formula E Team               | 33         | 18  | 21  | Ki  | 16  | 18  | 4   | 14  | 13  | 14  | 17  | 20  | 21  | 17  | 15  | 13  | 14  | 23   |
| Helyezés | Csapat                           | Rajt- szám | MEX | DIR | DIR | SPL | TOK | MIS | MIS | MON | BER | BER | SHA | SHA | POR | POR | LON | LON | Pont |

### Gyártók
| Helyezés | Gyártó                       | MEX | DIR | DIR | SPL | TOK | MIS | MIS | MON | BER | BER | SHA | SHA | POR | POR | LON | LON | Pont |
| -------- | ---------------------------- | --- | --- | --- | --- | --- | --- | --- | --- | --- | --- | --- | --- | --- | --- | --- | --- | ---- |
| 1.       | Jaguar                       | 2   | 3   | 1   | 2   | 8   | 5   | 3   | 1   | 1   | 2   | 1   | 4   | 2   | 2   | 2   | 3   | 455  |
| 1.       | Jaguar                       | 3   | 5   | 2   | 10  | 9   | 12  | Hn  | 2   | 4   | 6   | 3   | 5   | 8   | 3   | 3   | 4   | 455  |
| 2.       | Porsche                      | 1   | 1   | 7   | 4   | 3   | 2   | 1   | 5   | 5   | 1   | 2   | 1   | 1   | 1   | 1   | 2   | 441  |
| 2.       | Porsche                      | 9   | 6   | 12  | 5   | 4   | 7   | 2   | 7   | 6   | 4   | 5   | 3   | 6   | 4   | 10  | 12  | 441  |
| 3.       | Nissan                       | 7   | 4   | 3   | 1   | 2   | 1   | 5   | 6   | 3   | 3   | 4   | 2   | 7   | 16  | 8   | 1   | 274  |
| 3.       | Nissan                       | 11  | 11  | 4   | 3   | 11  | 9   | 8   | 8   | 9   | 8   | 11  | 20  | 15  | 18  | 14  | 10  | 274  |
| 4.       | Stellantis                   | 4   | 2   | 5   | 7   | 1   | 3   | 7   | 3   | 2   | 7   | 6   | 6   | 3   | 5   | 9   | 5   | 267  |
| 4.       | Stellantis                   | 6   | 7   | 8   | 8   | 12  | 6   | 9   | 4   | 7   | 10  | 9   | 7   | 9   | 8   | 17  | 8   | 267  |
| 5.       | Mahindra                     | 13  | 15  | 11  | 12  | 7   | 10  | 4   | 11  | 8   | 11  | 7   | 13  | 4   | 6   | 4   | 6   | 98   |
| 5.       | Mahindra                     | 15  | 17  | 13  | 13  | Ki  | 11  | 11  | 12  | 11  | 15  | 10  | 15  | 5   | 17  | 5   | 9   | 98   |
| 6.       | Electric Racing Technologies | 18  | 9   | 17  | 16  | 10  | 4   | 6   | 13  | 14  | 13  | 13  | 18  | 14  | 14  | 12  | 11  | 23   |
| 6.       | Electric Racing Technologies | Ni  | 21  | Ki  | 17  | 18  | 15  | 14  | 18  | 16  | 17  | 20  | 21  | 17  | 15  | 13  | 14  | 23   |
| Helyezés | Gyártó                       | MEX | DIR | DIR | SPL | TOK | MIS | MIS | MON | BER | BER | SHA | SHA | POR | POR | LON | LON | Pont |

1. ↑  A DS E-Tense FE23 és a Maserati Tipo Folgore által szerzett pontok is beleszámítanak, amelyek a Stellantis csoport hajtásláncai csak átnevezték őket.